# قرار مجلس الأمن التابع للأمم المتحدة رقم 1663
قرار مجلس الأمن التابع للأمم المتحدة رقم 1663، الذي تم تبنيه بالإجماع في 24 مارس 2006، بعد التذكير بالقرارات السابقة حول الوضع في السودان، ولا سيما القرارين 1627 (2005) و1653 (2006)، مدد المجلس ولاية بعثة الأمم المتحدة في السودان لمدة ستة أشهر حتى 24 سبتمبر 2006.

## أعمال
تم تمديد ولاية بعثة الأمم المتحدة في السودان بنية إجراء المزيد من التجديدات إذا لزم الأمر. طُلب من الأمين العام كوفي عنان تقديم تقرير كل ثلاثة أشهر عن الوضع، بما في ذلك الجهود التي تبذلها بعثة الأمم المتحدة في السودان لدعم بعثة الاتحاد الأفريقي في السودان. وفي هذا السياق، طُلب من بعثة الأمم المتحدة دعم بعثة الاتحاد الأفريقي وفقًا للقرار 1590 (2005).
وفي غضون ذلك، طُلب من الأمين العام والاتحاد الأفريقي البدء في الاستعدادات لإرسال بعثة للأمم المتحدة في دارفور. كما أدان المجلس أنشطة المليشيات والجماعات المسلحة مثل جيش الرب للمقاومة التي استمرت في مهاجمة المدنيين وارتكاب انتهاكات لحقوق الإنسان في السودان؛  وطلب توصيات من الأمين العام بشأن أفضل السبل للتعامل مع هذه القضية.
وأخيراً، شُجعت الأطراف السودانية على الانتهاء من إنشاء مؤسسات وطنية لنزع سلاح المقاتلين السابقين وتسريحهم وإعادة إدماجهم.

## روابط خارجية
- نص القرار في undocs.org